# Vårvicker
Vårvicker (Vicia lathyroides) är en växtart i familjen ärtväxter som förekommer naturligt från Europa till Irak och nordvästra Afrika.